# Schwestern von der Heiligen Familie von Villefranche
Die Schwestern der Heiligen Familie von Villefranche ( frz.: Soeurs de la Sainte Famille de Villefranche,  Ordenskürzel: SF) sind eine  Frauenkongregation päpstlichen Rechts in der  römisch-katholischen Kirche. Sie wurde 1816 von der Hl. Émilie de Rodat (1787–1852) gegründet.

## Geschichte
Um die Bildung und den Schulunterricht in ihrer  Pfarrgemeinde zu fördern, gründete Émilie de Rodat am 3. Mai 1816 mit Unterstützung des Generalvikars von Rodez, in Villefranche-de-Rouergue eine neue Ordensgemeinschaft und stellte sie unter das  Patronat der Heiligen Familie. Die Namensgebung führt auf den Gründungsort Villefranche zurück. 
Am 8. August 1832 erteilte der Bischof von Rodez, Pierre Giraud, die bischöfliche Genehmigung zur Ordensgründung und stimmte den Ordensregeln zu. Das Decretum laudis und die Genehmigung der Ordensregeln erfolgte von Papst Pius IX. am 25. Mai 1869. Die endgültige päpstliche Approbation wurde, ebenfalls von Pius IX., am 17. Juli 1875 erteilt. 1944 folgte die abschließende Zustimmung zu den Ordensregeln, die 1985 überarbeitet wurden.

## Organisation
Die Schwerpunktarbeit liegt auf der Ausbildung, Unterrichtung und Erziehung von jungen Menschen. Die Kongregation zählt ca. 650 Mitglieder und ist auf 97 Häuser verteilt. Es gibt Niederlassungen in Frankreich, Belgien, Italien,  Großbritannien, Spanien, der Schweiz, der Elfenbeinküste, Ägypten, Senegal, Argentinien, Bolivien, Brasilien und auf den Philippinen.
Der Sitz des Generalhauses mit der  Ordensoberen ist Villefranche-de-Rouergue.